# Доминиканская Республика на юношеских Олимпийских играх
Доминиканская Республика принимает участие в юношеских Олимпийских играх: в летних Играх — начиная с Игр 2010 года, в зимних Играх — на настоящее время не принимал участия ни разу.
Спортсмены Доминиканской Республики на всех юношеских Олимпийских играх выиграли в сумме 5 медалей, из них 2 золотых, медали завоёваны на летних Играх; в неофициальном медальном зачёте спортивная делегация Доминиканской Республики занимает 64-е место.

## Медальный зачёт

### Медали на летних юношеских Олимпийских играх
| Игры              | Участников | Золото | Серебро | Бронза | Всего | Место |
| 2010 Сингапур     | 7          | 1      | 0       | 1      | 2     | 48    |
| 2014 Нанкин       | 10         | 0      | 1       | 0      | 1     | 70    |
| 2018 Буэнос-Айрес | 20         | 1      | 0       | 1      | 2     | 57    |
| Всего             | Всего      | 2      | 1       | 2      | 5     | 60    |